# Contea autonoma mongola di Fuxin
La contea autonoma mongola di Fuxin (阜新蒙古族自治县S) è una contea della Cina, situata nella provincia di Liaoning e amministrata dalla prefettura di Fuxin.